# Apterocyclus honoluluensis
El ciervo áptero de Kauai (Apterocyclus honoluluensis) es una especie de coleóptero de la familia Lucanidae.

## Distribución geográfica
Habita en la isla de Kauai, en el archipiélago de Hawái.